# Соломаха, Татьяна Григорьевна
Татья́на Григо́рьевна Солома́ха (1 сентября 1893 — 7 ноября 1918) — учительница, красный комиссар, член партии большевиков, участница Гражданской войны в России и становления Советской власти на Кубани. Зверски казнена белогвардейцами за подпольную деятельность.

## Жизнеописание
Родилась в 1893 году в станице Вознесенской Лабинского района Краснодарского края в семье учителя казачьего происхождения. В 1899 году семья переехала в станицу Попутная Отрадненского района. Вместе с младшим братом Николаем, который также стал большевиком и товарищем по подполью, Татьяна зачастую давала отпор обидчикам, отличаясь стойким и мужественным характером:
Никогда не сдавайся в плен. Уж если дело плохо, лучше отступить, но только так, чтобы им было несладко. Хоть девчонок не берут в армию, а я, когда вырасту, обязательно буду командиром.
Училась в сельской школе до 12 лет, затем в женской гимназии в Армавире. После её окончания работала в сельской школе станицы Попутная учительницей.
Была участницей Революции в России 1905 года в родной станице вместе с отцом, который рассказывал ей о революции, о политических репрессиях и преступлениях царского правительства. Отец слёг с параличом после того, как его лишили работы в школе по обвинению в воровстве из-за клеветы местного священника, обвинившего Григория в безбожности, неуважении к церкви и казнокрадстве ради "содержания своей дочери в городе". После этого Татьяна осталась фактически старшей в семье.
Таня любила книги. Она много и вдумчиво читала. Одной из её любимых книг был роман Э. Войнич «Овод». Читала она и другие революционные произведения. В середине 1910-х годов увлеклась революционными идеями, читала работы Ленина. В 1916 году стала членом РКП(б). В Февральскую революцию 1917 года выступала на митингах и собраниях, агитировала за большевиков.
С 1918 года — участница Гражданской войны на стороне Красной армии. Летом 1918 года Соломаха заболела тифом и лечилась в селе Казьминское ныне Кочубеевского района Ставропольского края. Здесь стала комиссаром по продразвёрстке.
Была схвачена белогвардейцами и зверски убита в числе 19 человек 7 ноября 1918 года.
Из книги Григория Соломахи «Красные партизаны»:
«Привезли с Казминки, захваченную в плен тифознобольную, продовольственного комиссара Татьяну Соломаха. К Соломахе ненависть белых была особенно жестокой, ее пороли шомполами больше всех. Когда мать ее, Наталья, принесла смену белья (старое белье присохло к телу с кровью и бередило раны) старуху также избили до полусмерти.
Товарищи, сидевшие вместе с Татьяной, рассказывали: «Ни одного стона или жалобы о пощаде не могли палачи вырвать у Соломахи. Ее пороли ежедневно шомполами, не осталось на теле места живого, при порке мясо отлетало кусками, но Татьяна, закусив губы, была в это время, как камень. Она узнавала в лицо всех, кто издевался над ней, посылала проклятия, грозила и насмехалась. 
На допросе она однажды сказала, что никакой пощады не просит и что на ее место встанет много девушек, подобных ей.  
Младшей сестренке Раисе удалось проникнуть в каземат. Без слов, без слез Татьяна прижала головку сестры к изорванной своей сорочке и замерла. И сестры попрощались навсегда. 
Татьяна тихо сказала Раисе: «Должно быть, сегодня. Казликин и Калина грозили… Ты скажи там дома, что мне не страшно. Я хочу, чтобы белые видели, как умеют умирать большевики». 
Очевидцы-казаки — Юник Иван, Глотов Иван, рассказывают: «На рассвете 7 ноября 1918 года белые пришли за арестованными. Соломаха успела крикнуть: «Прощайте, товарищи! Пусть эта кровь на стенах не пропадет даром, скоро придут советы!.. Мы сейчас идем показать палачам, как умирают коммунисты»... 
Как только вышли из каземата, Татьяна первая начала: 
Вставай проклятьем заклейменный
Весь мир голодных и рабов!
За ней все осужденные восемнадцать товарищей дружно подхватили: 
Кипит наш разум возмущенный
И в смертный бой вступить готов…
И от этой песни мы наполнились бодростью, мы радовались за стойкость ушедших друзей. Запели все товарищи, оставшиеся в каземате». 
Подводчик старик Казак Адаменко рассказывал: «Выгнали меня белые в подводы везти большевиков, которые не могли уж итти сами. Ноябрьская ночь темная, холодная, срывался снег; осужденные шли раздетые и босые. Всю дорогу арестованные пели, но их прикладами и плетьми пытались заставить замолчать. Они шли, поддерживая друг друга; передние товарищи шли, взявшись руками за драбины мажары, а мажара ехала пустая, ибо никто из больных не пожелал лечь, совершая свой последний предсмертный путь. Никогда я не видел за свой век такого страшного шествия. А что было у самой могилы на выгоне — страшно передать. Как прощались товарищи, этого мне не забыть никогда. Татьяну рубили частями. У нее, еще живой, сначала отрубили руки, потом ноги, а затем голову. Верная своему слову, она не просила пощады у палачей».
Впоследствии именем Соломахи — Таня — назвалась на допросе Зоя Космодемьянская.

## Память
- Армавирская гимназия № 1 носит имя Татьяны Соломахи[5].
- В гимназии, где училась Соломаха, а также в станице Попутная созданы её музеи.
- В Армавире имеется улица, названая в честь Татьяны Соломахи.